# Унимодулярная матрица
Унимодуля́рная ма́трица — квадратная матрица с целыми коэффициентами, определитель которой равен {\displaystyle +1} или {\displaystyle -1}. Это в точности те невырожденные матрицы {\displaystyle A}, для которых уравнение {\displaystyle Ax=b} имеет целочисленное решение для любого целочисленного вектора {\displaystyle b}.

## Свойства
Унимодулярные матрицы образуют группу по умножению, т.е. следующие матрицы являются унимодулярными:
- Единичная матрица
- Обратная к унимодулярной матрице
- Произведение двух унимодулярных матриц

## Вполне унимодулярная матрица
Прямоугольная матрица называется вполне унимодулярной (или абсолютно, или тотально унимодулярной), если все её миноры принимают значения из множества {\displaystyle \{-1,0,+1\}}. Иными словами, любая её невырожденная квадратная подматрица унимодулярна.
Вполне унимодулярные матрицы играют важную роль в теории целочисленного линейного программирования: задачи линейного программирования с системой ограничений вида {\displaystyle Ax=b}, где {\displaystyle A} вполне унимодулярна, а {\displaystyle b} — целочисленный вектор, имеют целочисленные базисные допустимые решения, а значит, в частности, могут быть решены стандартным средством линейного программирования — симплекс-методом.
Некоторые примеры вполне унимодулярных матриц:
- матрица инцидентности любого ориентированного графа;
- матрица инцидентности двудольного неориентированного графа;
- частный пример:
{\displaystyle {\begin{bmatrix}-1&-1&0&0&0&+1\\+1&0&-1&-1&0&0\\0&+1&+1&0&-1&0\\0&0&0&+1&+1&-1\\\end{bmatrix}}.}

## Унимодулярная полиномиальная матрица

### Теоремы
Теорема1: Полиномиальная матрица унимодулярна тогда и только тогда, когда все её инвариантные множители равны единице, т.е. когда она эквивалентна единичной матрице.
Теорема 2: Полиномиальная матрица унимодулярна тогда и только тогда, когда она есть произведение матричных элементов.